# Oncocnemis colorado
Oncocnemis colorado là một loài bướm đêm trong họ Noctuidae.